# Лодзинское гетто
Ло́дзинское ге́тто (нем. Litzmannstadt Ghetto) — второе по величине гетто на территории Польши, организованное нацистами для евреев, цыган, коммунистов, представителей других этносов и партий, а также криминальных элементов. Гетто задумывалось как временное место концентрации нежелательных элементов, но развилось в значительный промышленный центр, который работал на нужды вермахта. Благодаря высокому уровню производительности труда, который был достигнут в гетто, и тотальной системе контроля, его ликвидация произошла лишь в августе 1944 года, когда последние выжившие жители были вывезены в Освенцим. Лодзь (Лицманштадт) находилась на территории, включенной в состав Рейха.

## История
Гетто было создано 8 февраля 1940 года. Жители гетто были физически полностью изолированы от окружающего населения. Плотность населения была очень высокой, более 40 тысяч человек на квадратный километр, в среднем 6 человек на комнату.
Лодзинское гетто управлялось преимущественно еврейской администрацией — юденратом, во главе которого стоял Хаим Румковский. На юденрат ложилась ответственность за исполнение распоряжений немецкой надзорной администрации, которую возглавлял Ханс Бибов.
Почти сразу после создания гетто у жителей были конфискованы наличные деньги, часть которых принудительно обменяли на суррогатную валюту — марку Лодзинского гетто, которая обращалась только внутри гетто. Также в гетто функционировала собственная почта.
Осенью 1941 года в лодзинское гетто были депортированы евреи из Германии, Австрии, Чехии, Люксембурга (около 20 000 человек), а также около 5000 цыган из Бургенланда (Австрия).
Лодзинский юденрат учредил выдачу питания по карточкам и домовые кухни. Отдельные кухни были созданы также для интеллигентов, ортодоксов, различными еврейскими партиями и организациями, этническим цыганским общинам.
Питание в гетто строго нормировалось нацистами, на человека полагалось не более 1100—1400 килокалорий в день. При этом белки животного происхождения (кроме 0,25 литра молока в день для маленьких детей), свежие овощи, фрукты и зелень вообще не полагались. Фактическое потребление продуктов в гетто было ниже планового из-за плохого снабжения в военное время. В результате обычным явлением были голод, физическое истощение и связанные с ним заболевания, голодные обмороки.
За всё время существования гетто там умерло более 40 000 человек от голода, тяжелейших условий труда, плохой гигиены. Умершие хоронились на новом еврейском кладбище в Лодзи. Юденрату, несмотря на помехи, создаваемые нацистами, удалось создать упорядоченную систему здравоохранения, в составе которой были больницы, поликлиники, станции скорой помощи, аптеки, организованная помощь женщинам, детям, туберкулёзным и диабетическим больным.
Юденрат также помогал отправлять людей на принудительные работы и одновременно организовывал создание производственных мастерских в самом гетто. В последнем был достигнут значительный успех, уже в середине 1942 года работало 77 % населения гетто, а в сентябре того же года гетто было превращено в трудовой лагерь. При этом работали и дети, и старики, и больные, оплата была низкой, а условия работы очень тяжёлыми.
В Лодзинском гетто была организована также система образования. С сентября 1939 года до конца 1941 года работали школы. Были сделаны попытки организации колледжа (1940), профессиональной школы (1941), действовали курсы переквалификации, организованы курсы математики и идиша на отдельных фабриках. Велось неофициальное обучение детей. Таким образом, в гетто воссоздавались структуры по образцу существовавших в довоенное время в еврейском обществе, а если собственно еврейских раньше не существовало, то также делалась попытка достроить их.
Культурная жизнь в гетто постепенно сосредоточилась почти полностью вокруг юденрата (хотя была и неофициальная культурная работа). В гетто была развита система оказания социальной помощи, как с точки зрения того, кто её организовывал (юденрат, профсоюзы, политические партии), так и с точки зрения того, кто её получал (нищие, старики, дети, различные рабочие, активисты партий, приближенные к юденрату лица). В гетто нацисты не только уничтожили синагоги, но и запрещали молиться, справлять субботу и отмечать религиозные праздники. Причиной запрета отправления религиозного служения являлись как чисто практические цели вроде увеличения экономической пользы от труда из-за запрета иудаизма работать с захода солнца в пятницу до выхода звёзд на исходе субботы (в шаббат), так и политические — для снижения влияния этнико-религиозного единства, снижения уровня организованности для упрощённого контроля из-за пределов гетто. Политические партии были достаточно активны в Лодзинском гетто, здесь организовывались и забастовки, и демонстрации, и даже кибуцы, велась подпольная работа.
В 1942 году свыше 70 000 узников гетто были убиты в лагере смерти Хелмно. В 1944 году в Хелмно были убиты ещё свыше 7000 человек из гетто, а почти все оставшиеся (свыше 65 000 человек) были отправлены в концлагерь Освенцим. При этом около 700 евреев было оставлено в гетто для работ по его уборке, ещё 200 сумели спрятаться в гетто. Они были освобождены советскими войсками, занявшими Лодзь в январе 1945 года. Из 204 000 евреев, прошедших через Лодзинское гетто, выжили не более 15 000.
Одним из выживших является Исраэль Криштал, житель Лодзи, кондитер (род. 15.09.1903), позднее попавший в Освенцим и на момент освобождения из него весивший 33 кг. В 2016 году Исраэлю Кришталу исполнилось 113 лет.

## Память
- На новом еврейском кладбище в Лодзи находится памятник, посвящённый погибшим в гетто.